# Sac Kelly
Le sac Kelly est un sac à main créé dans les années 1930 par l'entreprise Hermès et dont le nom fait référence à la princesse Grace Kelly. C'est l'un des produits iconiques de la marque, au même titre que le carré de soie ou le sac Birkin.
Le Kelly est affilié au Haut à courroies, un grand sac en cuir destiné aux cavaliers créé par Hermès au début du XXe siècle. Caractérisé par sa forme trapézoïdale et son petit cadenas, il est fabriqué à la main dans les manufactures françaises du groupe. Sa conception est assurée par un seul artisan et peut prendre jusqu'à vingt heures, ce qui en fait une pièce d'une grande qualité et durée de vie. Sa qualité et sa notoriété en font un produit très demandé, au point qu'il fasse partie des rares produits manufacturés dont le prix d'occasion peut dépasser celui du neuf.

## Histoire

### Origines
En 1892, Hermès commercialise le Haut à courroies, un grand sac en cuir destiné à porter les bottes et la selle d'un cavalier,. Son succès est immédiat et lance la renommée de l'entreprise en Europe. En 1923 Émile-Maurice Hermès crée le Torpedo, qui tire son nom de sa forme en trapèze et qui est plus tard rebaptisé le Bolide. C'est un sac très simple conçu pour être posé dans une portière. Sa forme épouse la courbe d'une calandre, ouverture dans la carrosserie d'une voiture permettant de faire passer l'air.
Dans les années 1930, Robert Dumas, gendre d'Émile-Maurice Hermès, décide de lancer une version plus petite à destination des femmes et pouvant être portée au quotidien. Simple et architecturé, souple et solide, il est conçu pour pouvoir emporter un grand nombre d'objets. En 1935 est lancé le sac à main : encore plus petit, il est possible d'y ajouter une bandoulière. Il est nommé « petit sac pour dames à courroies ».

### Adoption du nom Kelly
En 1954, Alfred Hitchcock suggère à Edith Head, sa costumière, d'aller à Paris chez Hermès avec Grace Kelly pour acheter des accessoires pour le film La Main au collet. « Nous sommes tombées amoureuses de chaque chose que nous avons vu » dira la costumière. Grace Kelly commande alors plusieurs sacs en finitions différentes, comme du noir, miel, rouge Hermès ou vert foncé.
Deux ans plus tard, une photographie, qui sera publiée pour la première fois dans Life, fait le tour du monde. Grace Kelly, star d’Hollywood devenue princesse, porte alors le sac pour dissimuler sa grossesse, qui n'est pas encore officielle. Elle est enceinte de la future princesse Caroline de Monaco, issue de son mariage avec le prince Rainier III de Monaco. Cette photographie, qui apparaît sur de nombreuses autres couvertures de magazines, a un impact important, de nombreuses clients poussant la porte de la boutique Hermès pour demander le petit sac pour dames à courroies. À la fin des années 1950, Hermès décide de le rebaptiser « sac Kelly ».

## Conception

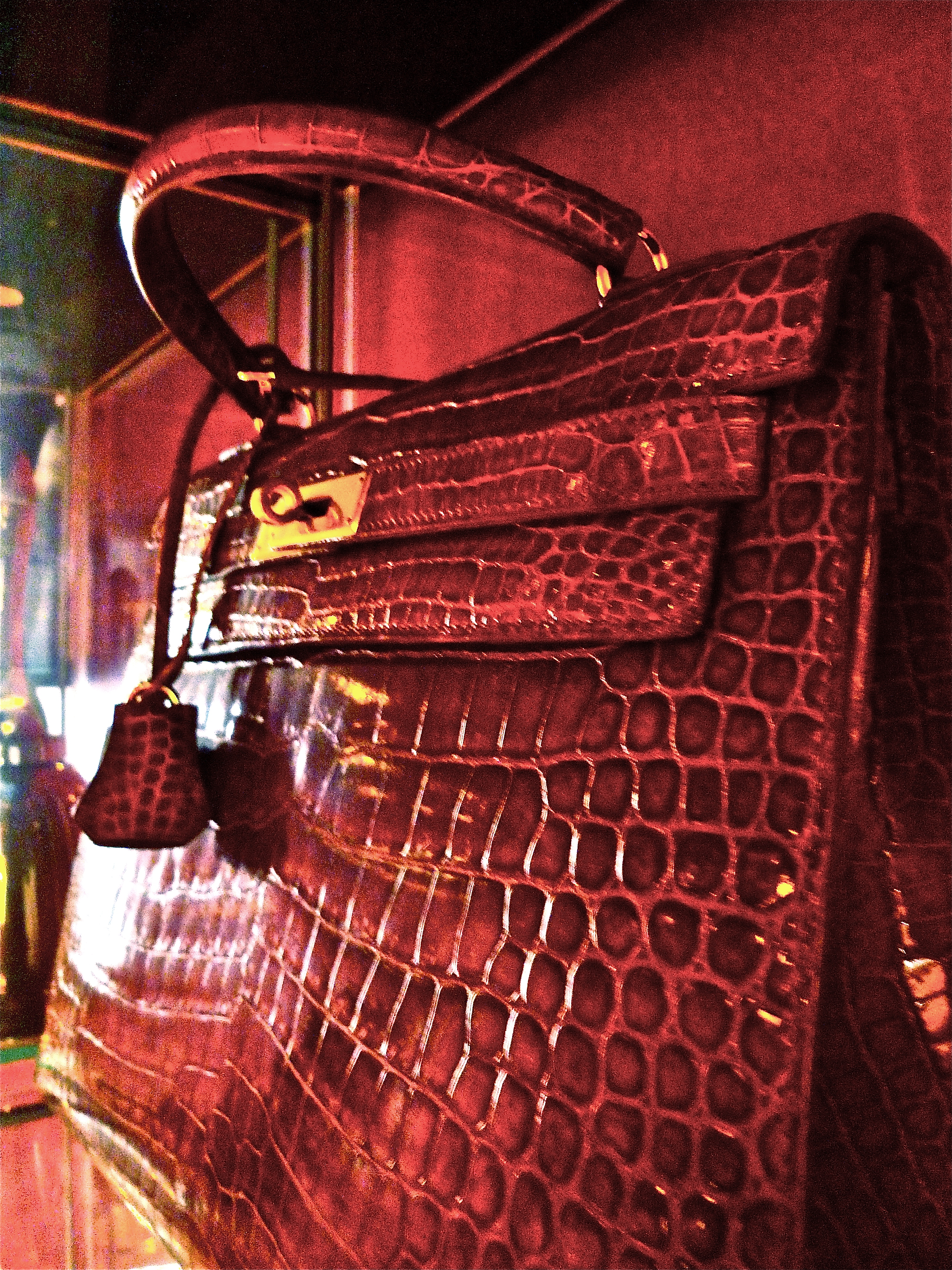
Sac Kelly en cuir de crocodile rouge

Les sacs Kelly sont conçus dans l'une des vingt-trois manufactures françaises d'Hermès situées un peu partout en France. Il y en a par exemple à Héricourt en Haute-Saône ou à Louviers en Normandie qui, comme tous les autres sites, comptent environ 250 salariés. Le Kelly nécessite 18 à 20 heures de confection environ et est quasiment entièrement réalisé à la main par un unique artisan. Il appose d'ailleurs sa signature à la fin de la confection de chaque sac, ce qui permet de l’identifier et de connaître la date de fabrication. La formation des artisans du cuir d'Hermès, qui dure en moyenne dix-huit mois, est principalement tournée vers le sac Kelly, car ce modèle concentre la majorité des savoir-faire qui seront exercés par les artisans maroquiniers.
Disponible en sept tailles différentes, de 15 à 50 cm, le sac Kelly est caractérisé par une forme de trapèze et un rabat découpé. Il est disponible dans une vingtaine de matières, comme le cuir, toile et cuir, autruche ou crocodile, et une cinquantaine de coloris. Ce sac défini comme « simple et impeccablement fabriqué », avec ses coutures en fil de lin, sa fermeture caractéristique à deux courroies de cuir et son petit cadenas. Un sac Kelly possède par ailleurs une durée de vie pouvant s'étaler sur de nombreuses années, voire plusieurs générations. Son fond est composé de trois couches de cuir et protégé par quatre gros clous qui le rehaussent pour qu'il ne s'abîme pas lorsqu'il touche le sol.

## Perception
Hermès figure parmi les rares marques possédant des pièces iconiques, immédiatement identifiables par un prénom, comme ce sera également le cas plus tard pour le sac Birkin, produit à partir de 1984. Le Kelly est néanmoins considéré comme plus formel plus raffiné, quand le Birkin est plus sportif et décontracté.
Leur qualité, leur rareté et leur notoriété entraînent une forte croissance de leur valeur perçue. La demande excédant l'offre, il n'est pas rare de devoir attendre plusieurs mois avant de pouvoir acquérir un sac Kelly. La rareté de ces sacs en font des objets très recherchés sur le marché de la seconde main. Certains sacs sont ainsi estimés aux enchères à plus de 100 000 euros.
Le Kelly a marqué le paysage culturel et est régulièrement mentionné au cinéma ou à la télévision. Ainsi, dans le film Le Divorce de James Ivory, sorti en 2003, il joue un rôle important dans l'intrigue : il s'agit du cadeau systématique de Palou, interprété par Thierry Lhermitte, le séducteur, à toutes ses maîtresses. Il est même un personnage dans le film bollywoodien Zindagi Na Milegi Dobara.